# Hsp70

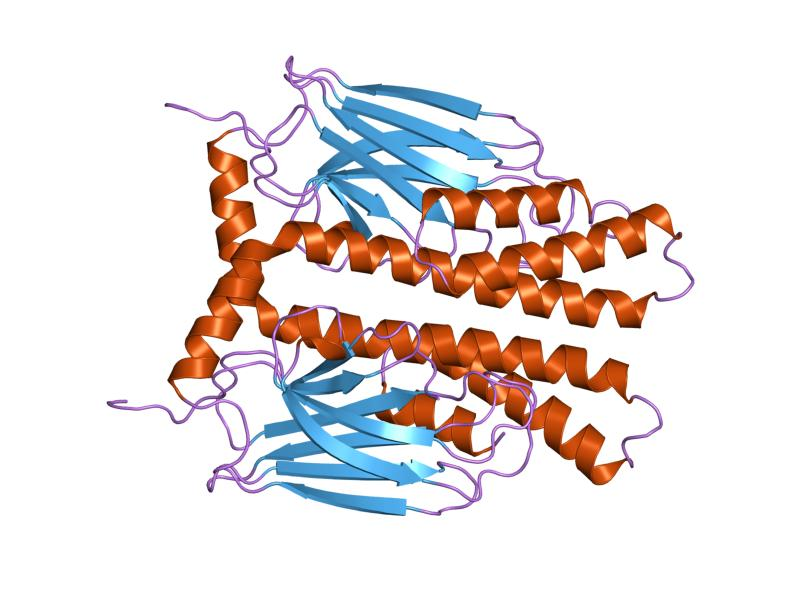
DnaK, una proteína Hsp70 de procariotas.

Las proteínas de shock térmico de 70 KDa o Hsp70 son proteínas de choque térmico expresadas ubicuamente y en todos los organismos vivientes. Implicadas en el plegamiento de proteínas y, por tanto, en su estructura, son necesarias para el correcto desarrollo de la fisiología celular; además, son especialmente abundantes en respuesta a estrés térmico y de otros tipos. Su función es la de chaperona molecular, estabilizando proteínas en estados de plegamiento parcial, como por ejemplo durante el transporte de membrana. Los genes codificantes de miembros de la familia de proteínas son sobreexpresados en presencia de estrés térmico o en presencia de tóxicos como el arsénico, cadmio, mercurio, cobre... Hsp70 fue descubierto por Ritossa mediante análisis de estructura del ADN: debido a la alta transcripción de las zonas que contienen estos genes, la cromatina se encuentra especialmente laxa allí donde se localizan.  Esto fue más tarde descrito como Respuesta a Estrés Térmico ("Heat Shock Response") y se denominó a las proteínas como "Heat Shock Proteins" (Hsps).

## Estructura
En cuanto a la estructura, las proteínas Hsp70 constan de tres dominios funcionales:
- Un dominio ATPasa en su N terminal. Une ATP (adenosín trifosfato) y lo hidroliza a ADP y fósforo inorgánico. Este hecho modifica la conformación de sus otros dos dominios.
- Dominio de unión al sustrato. Conteniendo aminoácidos neutros e hidrofóbicos, es capaz de interactuar con cadenas peptídicas de otras proteínas de hasta 7 residuos de longitud.
- Un dominio C-terminal en alfa hélice, que interviene como tapa para el dominio de unión al sustrato; en presencia de ATP en la proteína, la tapa está en una posición tal que permite la unión y liberación de los péptidos con facilidad, mientras que cuando existe ADP la conformación es distinta, cerrando el hueco de unión y atrapando al péptido en cuestión.

## Función y regulación
La actividad ATPasa de las Hsp70 es débil en ausencia de sustrato, por lo que habitualmente está en conformación abierta interactuando con proteínas. Proteínas que, conforme emergen del ribosoma, son reconocidas por la chaperona en sus residuos hidrofóbicos. La liberación es reversible y fácil debido a la presencia de ATP en Hsp70 y, por tanto, a su estado abierto. No obstante, un reconocimiento de mayor afinidad da tiempo a que la actividad ATPasa tenga lugar, atrapando al péptido unido a la chaperona. Más aún, en presencia de cochaperonas de tipo dominio J, como Hsp40 en eucariotas y DnaJ en procariotas, la actividad ATPasa se incrementa dramáticamente. De este modo, el péptido saliente del ribosoma está estabilizada por la interacción con chaperonas tipo Hsp70, impidiendo su agregación y pérdida de funcionalidad. Claro que cuando la proteína ha terminado de sintetizarse, el factor de intercambio de nucleótidos BAG-1 y HspBP1 estimula la liberación del ADP y la recaptura de ATP por parte de Hsp70, lo cual induce la liberación de la proteína, que es transferida a otras chaperonas para continuar con su plegamiento. Existe una proteína, HOP, que actúa de intermediario entre la liberación de la proteína por parte de Hsp70 y su transferencia a Hsp90, otra chaperona que continúa con el proceso de plegamiento.
Las proteínas Hsp70 protegen a las células del estrés térmico y oxidativo debido a que son capaces de evitar parcialmente la pérdida de estructura de las proteínas (de no ser así, agregarían). La unión temporal de estas chaperonas a los residuos hidrofóbicos impide esta agregación y facilita el plegamiento. Más aún, concentraciones bajas de ATP son comunes en los casos de estrés térmico, sugiriendo un estado de supresión de la agrogación, mientras que la recuperación del estrés involucra el reciclado de nucleótidos. En Thermotoga maritima Hsp70 actúa de acuerdo a las condiciones redox, sugiriendo que existe algún sensor que transduce señales de modulación de actividad a las chaperonas.
Finalmente, Hsp70 interviene en la degradación de proteínas defectivas mediante interacción con CHIP y la ligasa de ubiquitina E3, es decir, la ruta del proteosoma.

## Tipos
Los procariotas presentan 3 proteínas Hsp70: DnaK, HscA (Hsc66), y HscC (Hsc62).
Los eucariotas expresan varias Hsp70 ligeramente distintas:
- Hsc70 (Hsp73/HSPA8), de expresión constitutiva. Constituye el 3% de las proteínas totales de la célula.
- Hsp72 (HSPA1A) inducible por estrés térmico y oxidativo.
- Proteína de unión a inmunoglobulina (BiP or Grp78), presente en el retículo endoplasmático, se sobreexpresa en caso de estrés o depleción energética.
- mtHsp70 o Grp75, la Hsp70 mitocondrial.

La siguiente tabla muestra Hsp70 humanas:
| gen     | proteína  | sinónimos      | localización |
| ------- | --------- | -------------- | ------------ |
| HSPA1A  | Hsp70-1a  | HSP70-1, Hsp72 | Nuc/Cito     |
| HSPA1B  | Hsp70-1b  | HSP70-2        | Nuc/Cito     |
| HSPA1L  | Hsp70-1L  |                | ?            |
| HSPA2   | Hsp70-2   |                | ?            |
| HSPA4   | Hsp70-4   |                | ?            |
| HSPA4L  | Hsp70-4L  |                | ?            |
| HSPA5   | Hsp70-5   | BiP/Grp78      | RE           |
| HSPA6   | Hsp70-6   |                | ?            |
| HSPA7   | Hsp70-7   |                | ?            |
| HSPA8   | Hsp70-8   | Hsc70          | Nuc/Cito     |
| HSPA9   | Hsp70-9   | Grp75/mtHsp70  | Mito         |
| HSPA12A | Hsp70-12a |                | ?            |
| HSPA14  | Hsp70-14  |                | ?            |